# Dioctria longicornis
Dioctria longicornis là một loài ruồi trong họ Asilidae. Dioctria longicornis được Meigen miêu tả năm 1820. Loài này phân bố ở vùng Cổ Bắc giới.